# أوقست بلوم
أوقست بلوم (بالدنماركية: August Blom)‏ هو مخرج وممثل دنماركي، ولد في 26 ديسمبر 1869 في كوبنهاغن في الدنمارك، وتوفي بنفس المكان في 10 يناير 1947.

## وصلات خارجية
- أوقست بلوم على موقع IMDb (الإنجليزية)
- أوقست بلوم على موقع ألو سيني (الفرنسية)
- أوقست بلوم على موقع أول موفي (الإنجليزية)
- أوقست بلوم على موقع قاعدة بيانات الأفلام السويدية (السويدية)
- أوقست بلوم على موقع قاعدة بيانات الفيلم (الإنجليزية)
- أوقست بلوم على موقع كينوبويسك (الروسية)